# Езиди
Ези́дите, също йезиди или язиди, (самоназвание: езди; на кюрдски: êzdî), говорещи на курманджийски език от кюрдската група на арийския клон в индоевропейското семейство, са кюрдска етно-религиозна група. Религията им, езидизъм, е свързана с древните месопотамски религии и комбинира аспекти от зороастризма, исляма, християнството и юдаизма. За езидите, които сключват брак с представители на други етноси автоматично се счита, че са  приели религията на партньора си и следователно им е забранено да се наричат езиди. Обитават главно областта Нинава в Ирак.  Общности от тази етно-религиозна група има в Армения, Грузия, Турция, Иран и Сирия, но те значително намаляват от 90-те години на 20 век насам в резултат на миграция към Европа, особено Германия. Въпросът дали езидите са кюрди или отделна етническа група е все още обект на дебати.
Езидите са монотеисти, вярвайки, че Бог е създателят на света, като го е поставил под закрилата на седем свещени създания или ангели, чиито вожд е Малак Тавус - Ангелът-паун. Ангелът-паун като господар на света, той причинява и добро, и лошо на хората. Този двойствен характер е отразен в митовете за неговото собствено лишаване от покровителството на Бога, преди неговите сълзи на разкаянието да изгасят огньовете на неговия адски затвор и да бъде помирен с Бог.
Тази вяра бива свързвана от някои хора със суфистките мистични изображения на Иблис, който също отказва да се просне до Адам, въпреки изричната заповед на Бог да направи така. Поради тази прилика със суфистката традиция за Иблис, някои последователи на други монотеистични религии от региона приравняват Ангела-паун с техния собствен зъл дух Сатана, което подбужда вековни гонения на езидите, бидейки „поклонници на дявола“. Гоненията на езидите продължават в техните общности в границите на съвременен Ирак, от фундменталистични сунитски революционери.
От август 2014 г. езидите са мишена на Ислямска държава в кампанията ѝ да „прочисти“ Ирак и съседните държави от неислямски влияния.

## Разпространение
Основната зона на компактно пребиваване на езидите са областите Айн Сифни, Синджар и Дохук в провинция Мосул. В района на Дохук се намира и основното светилище на йезидите – Лалеш. Приблизителният брой на езидите в Ирак е приблизително 700 000.
В Турция езидските села са представени в югоизточната част на страната – вилаетите Мардин, Сиирт, Шанлъурфа и Диарбекир.